# دوغلاس كارتر
دوغلاس كارتر (بالإنجليزية: Douglas Carter)‏ هو فلاح ودبلوماسي وسياسي نيوزلندي، ولد في 5 أغسطس 1908، وتوفي في 7 نوفمبر 1988. انتخب عضو مجلس النواب النيوزيلندي.